# Parafia św. Katarzyny w Lasowicach
Parafia Świętej Katarzyny w Tarnowskich Górach-Lasowicach – należy do diecezji gliwickiej (dekanat Żyglin).

## Budynek kościoła
Pierwszy tymczasowy kościół w parafii powstał w pozyskanym od hr. Edwina Henkla von Donnersmarcka z Nakła Śląskiego budynku gospodarczym. Po adaptacji tego obiektu do nowych celów 7 lutego 1926 kościół tymczasowy otrzymał wezwanie św. Katarzyny, patronki kolejarzy. Od tego też roku w Lasowicach był osobny duszpasterz. 
Samodzielną stację duszpasterską, wydzieloną z parafii Stare Tarnowice, utworzono 23 kwietnia 1927 r. Parafia św. Katarzyny została erygowana 28 maja 1957 r.  
W 1984 r. rozpoczęto budowę aktualnego kościoła, który został konsekrowany przez biskupa gliwickiego Jana Wieczorka 6 listopada 1999 r.

## Ulice należące do parafii
- 1 Maja, 3 Maja, Broniewskiego, Błękitna, Częstochowska 11-62, Fabryczna, Jasna, Korfantego, Końcowa, Lasowicka, Leśna, Mokra, Moniuszki, Mościckiego, Narutowicza, Plebiscytowa, Polna, Prostopadła, Pucki, Reymonta, Rozpłochowskiej, Siewierska, Sosnowa, Spadowa, Stawowa, Tęczowa, Wiosenna, Wrzosowa, gen. Andersa, ks. I. Siwca, Łączna, św. Wojciecha, Źródlana.

## Proboszczowie
- ks. Feliks Zdziebło (1926-1927)
- ks. Robert Wałłach (1927-1931)
- ks. Karol Fabiś (1931-1938)
- ks. Emil Ottawa (1938-1946)
- ks. Stefan Sojka (1946-1979)
- ks. Tadeusz Michalik (1979-1984)
- ks. Józef Kocjan (1984-1995)
- ks. Roman Grajczyk - (28.08.1995 - 31.08.2020)[2]
- ks. Sławomir Tomik - (01.09.2020 - 31.08.2024)
- ks. Adrian Kaszowski (01.09.2024 - nadal)